# Sagamichthys abei
Sagamichthys abei е вид лъчеперка от семейство Platytroctidae. Видът не е застрашен от изчезване.

## Разпространение и местообитание
Разпространен е в Канада, Перу, САЩ (Вашингтон, Калифорния и Орегон), Чили и Япония.
Обитава крайбрежията на морета в райони със субтропичен климат. Среща се на дълбочина от 251,5 до 1500 m, при температура на водата от 1,9 до 10,2 °C и соленост 33,9 – 34,7 ‰.

## Описание
На дължина достигат до 33 cm.